# Veliko Polje (Obrenovac)
Pour les articles homonymes, voir Veliko Polje.

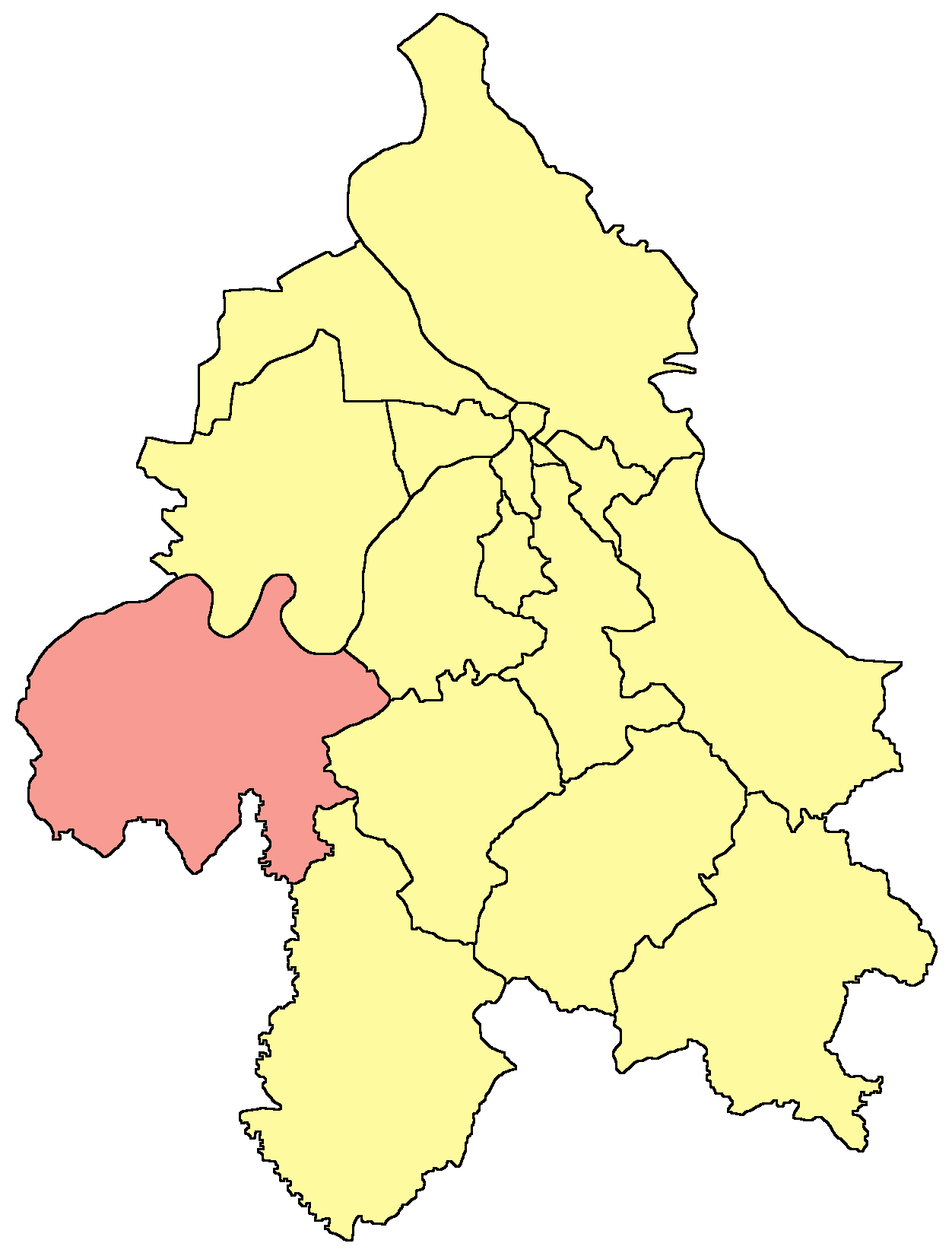
Localisation de la municipalité d'Obrenovac dans la Ville de Belgrade

Veliko Polje (en serbe cyrillique : Велико Поље) est une localité de Serbie située dans la municipalité d’Obrenovac et sur le territoire de la Ville de Belgrade. Au recensement de 2011, elle comptait 1 823 habitants.
Veliko Polje est officiellement classé parmi les villages de Serbie.

## Démographie

### Évolution historique de la population
| 1948  | 1953  | 1961  | 1971  | 1981  | 1991  | 2002  | 2011  |
| ----- | ----- | ----- | ----- | ----- | ----- | ----- | ----- |
| 1 397 | 1 429 | 1 473 | 1 402 | 1 454 | 1 665 | 1 820 | 1 823 |

|  |